# Antonio Quarantotto
Antonio Quarantotto (Orsera, 11 giugno 1895 – Trieste, 28 marzo 1987) è stato un nuotatore italiano.

## Carriera
Specializzato nello stile libero, ha vinto cinque campionati italiani tra il 1920 e il 1926 (tra cui quella della 5×50 m che oggi non si disputa più) e partecipato ai giochi olimpici del 1920, edizione in cui ha disputato la finale della staffetta 4×200 m stile libero con Mario Massa, Agostino Frassinetti e Gilio Bisagno.

## Palmarès
| Giochi olimpici     | 400 m st. libero    | 1500 m st. libero   | 4×200 m st. libero |
| 1920 Anversa Belgio | elim. in batteria ' | elim. in batteria ' | 5º - :             |

### Campionati italiani
1 titolo individuale e 4 in staffette, così ripartiti:
- 1 nei 400 m stile libero
- 1 nella staffetta 5×50 m stile libero
- 3 nella staffetta 4×200 m stile libero

nd = non disputati
| Anno | Edizione | st.libero 100 m | st.libero 400 m | st.libero 1500 m | st.libero 5×50 m | st.libero 4×200 m |
| ---- | -------- | --------------- | --------------- | ---------------- | ---------------- | ----------------- |
| 1920 | Estivi   | -               | 1               | 2                | nd               | -                 |
| 1921 | Estivi   | -               | 2               | -                | nd               | 1                 |
| 1922 | Estivi   | -               | 3               | -                | nd               | 2                 |
| 1924 | Estivi   | 3               | 2               | -                | nd               | -                 |
| 1925 | Estivi   | -               | 3               | -                | nd               | 1                 |
| 1926 | Estivi   | -               | -               | -                | 1                | 1                 |
| 1927 | Estivi   | -               | -               | -                | 2                | 3                 |